# Cacofota inermis
Cacofota inermis là một loài bướm đêm trong họ Noctuidae.